# Alan Wilder (attore)
Alan Wilder (Chicago, 24 settembre 1953) è un attore statunitense.

## Filmografia parziale

### Cinema
- Un matrimonio (A Wedding), regia di Robert Altman - non accreditato (1978)
- Poltergeist III - Ci risiamo (Poltergeist III), regia di Gary Sherman (1988)
- Betrayed - Tradita (Betrayed), regia di Costa-Gavras (1988)
- La bambola assassina (Child's Play), regia di Tom Holland (1988)
- Mamma, ho perso l'aereo (Home Alone), regia di Chris Columbus (1990)
- Ragazze vincenti (A League of Their Own), regia di Penny Marshall (1992)
- Il collezionista (Kiss the Girls), regia di Gary Fleder (1997)
- A Civil Action, regia di Steven Zaillian (1998)
- Nemico pubblico - Public Enemies (Public Enemies), regia di Michael Mann (2009)

### Televisione
- Streghe (Charmed) - serie TV, episodio 7x19 (2005)
- Detective Monk (Monk) - serie TV, episodio 4x01 (2005)
- E.R. - Medici in prima linea (ER) - serie TV, episodio 12x19 (2006)